# Kirna (Türi)
Kirna – wieś w Estonii, w prowincji Järva, w gminie Türi.